# ماهی شالیزار پوپتا
ماهی شالیزار پوپتا (نام علمی: Adrianichthys poptae) نام یک گونه از تیره ماهی شالیزار است.